# Le Baiser papillon
Pour plus de détails, voir Fiche technique et Distribution.
Le Baiser papillon (I Love You, Alice B. Toklas !) est un film américain réalisé par Hy Averback et sorti en 1968.

## Synopsis
Harold Fine, un avocat trentenaire et névrosé, part à la recherche de Herbie, son frère, qui vit dans une communauté hippie. Il veut lui demander de venir assister à l'enterrement d'un vieil ami de la famille. Peu à peu Harold découvre le monde des hippies, la marijuana, la contestation jusqu'à tomber amoureux de la belle et craquante Nancy.

## Fiche technique
- Titre : Le Baiser papillon
- Titre original : I Love You, Alice B. Toklas !
- Réalisation : Hy Averback
- Scénario : Paul Mazursky et Larry Tucker
- Photographie : Philip H. Lathrop
- Montage : Robert C. Jones
- Musique : Elmer Bernstein
- Costumes : Theadora Van Runkle
- Décors : Audrey Blasdel
- Producteur : Charles Maguire
- Société de production : Warner Bros.
- Société de distribution : Warner Bros.
- Pays d'origine :  États-Unis
- Langues : Anglais, Espagnol
- Genre : Comédie
- Durée : 92 minutes (1 h 32)
- Dates de sortie :
  - États-Unis : 7 octobre 1968 (New York) / 18 octobre 1968 (sortie nationale)
  - France : 21 février 1969
- Affiches : Raymond Elseviers, (Belgique), Michel Landi (France)

## Distribution
- Peter Sellers (VF : Roger Carel) : Harold Fine
- Jo Van Fleet (VF : Paula Dehelly) : Mrs. Fine, la mère
- Leigh Taylor-Young : Nancy
- Joyce Van Patten (VF : Nicole Riche) : Joyce
- David Arkin (VF : Claude Giraud) : Herbie
- Herb Edelman (VF : Bernard Woringer) : Murray
- Salem Ludwig (VF : Henri Labussière) : Ben Fine, le père
- Louis Gottlieb (en) (VF : Denis Savignat) : le Gourou
- Grady Sutton (VF : Roger Tréville) : le directeur des pompes funèbres
- Janet Clark : Mrs. Foley
- Jorge Moreno (en) (VF : Gérard Hernandez) : Mr. Rodriguez
- Ed Peck : l'homme du magasin de vêtements
- Jack Margolis (VF : Jean Amadou) : Big Bear (P'tit Bère en VF)
- Carol O'Leary : Anita
- Sid Clute (VF : Raoul Delfosse) : le garagiste
- William Bramley (VF : Pierre Collet) : le 1er policier
- Chuck Ward (VF : Claude Joseph) : le policier-motard

## Article annexe
- Psychotrope au cinéma et à la télévision